# Timur Kocojew
Timur Ałanowicz Kocojew (ros. Тимур Аланович Коцоев; ur. 4 sierpnia 1991) – rosyjski zapaśnik startujący w stylu wolnym. Czwarty w Pucharze Świata w 2015 roku.